# Gioielli della Corona svedese

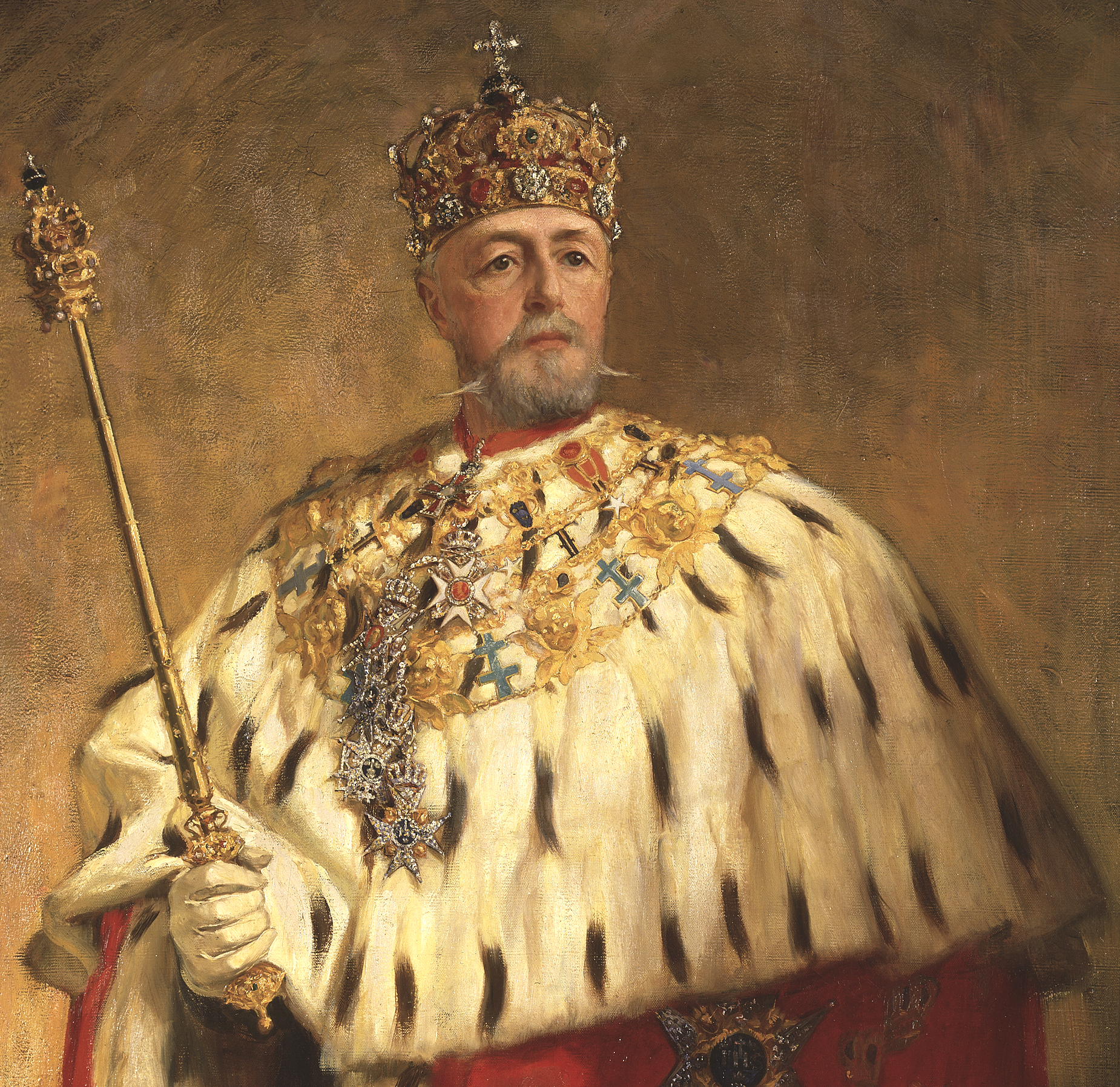
Dipinto di re Oscar II di Svezia, nel giorno della sua incoronazione, si vede appunto la Corona di Eric XIV.

I Gioielli della Corona svedese sono custoditi nei sotterranei del Palazzo Reale di Stoccolma ove ha sede la Tesoreria Reale svedese. Essi rappresentano il simbolo della monarchia in Svezia e l'ultima incoronazione in cui ebbero effettivamente il loro ruolo risale al 1907; successivamente essi ebbero il ruolo di accompagnare matrimoni, battesimi e funerali. Sin dal 1974 i gioielli della corona vengono esposti nella cerimonia annuale d'apertura del Riksdag, il Parlamento svedese. Tra gli oggetti senza prezzo che si trovano in questa collezione, vi sono la spada di Gustavo Vasa, la corona, il globo, lo scettro e le chiavi di Erik XIV di Svezia oltre ad oggetti appartenuti a molti altri sovrani.

## Corone

### Corona di re Eric XIV

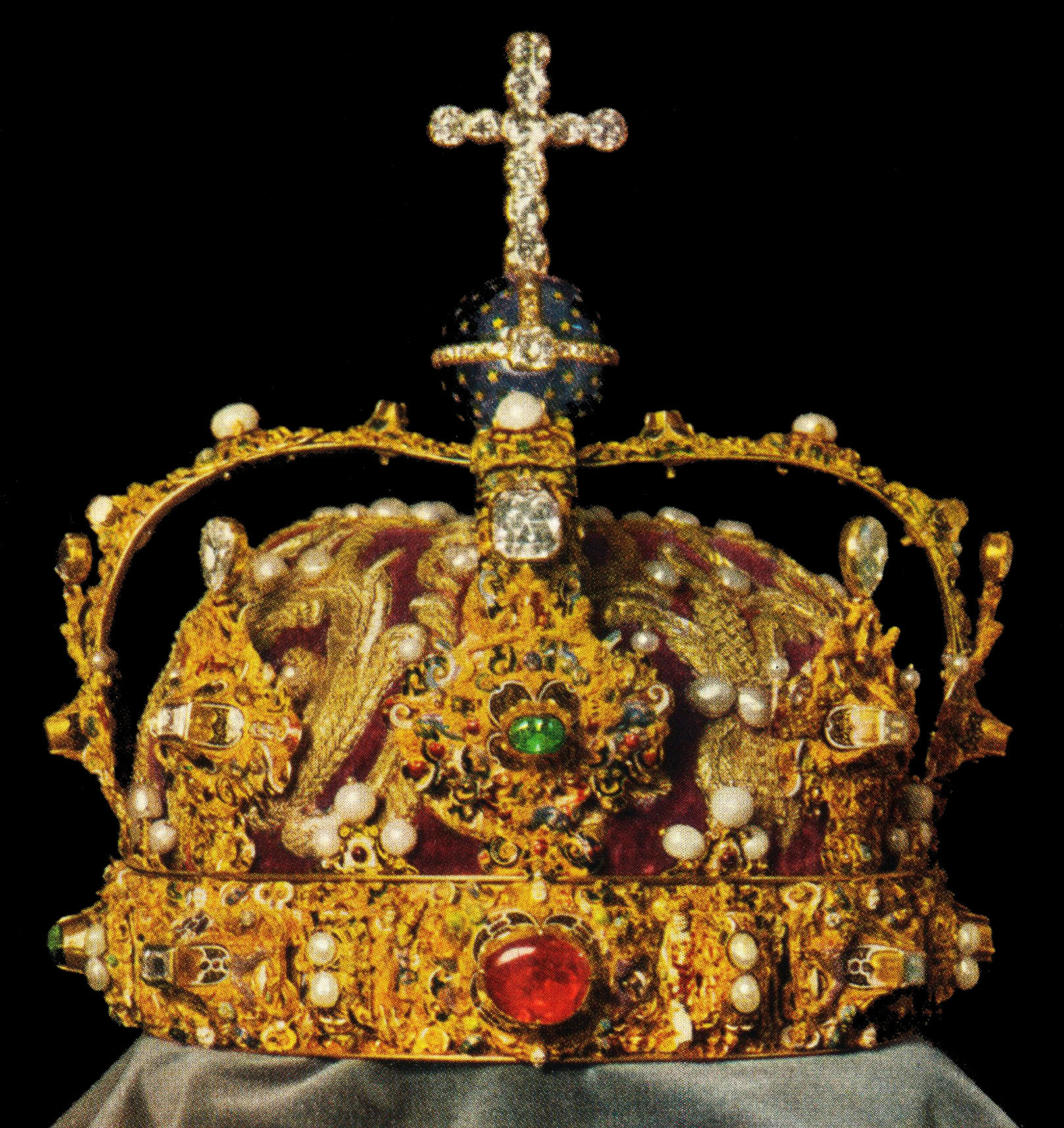
La Corona di Eric XIV.

La Corona di Eric XIV di Svezia, fu realizzata a Stoccolma nel 1561, dall'orafo fiammingo Cornelius ver Weiden, in occasione dell'incoronazione appunto di Eric XIV; tutt'oggi, assieme ad altre regalie, la corona è conservata nella Tesoriera Reale sotto il Palazzo Reale, oggi aperto al pubblico come museo. La regalia è considerata la corona ufficiale del re di Svezia, utilizzata ancora oggi nelle cerimonie.
È costituita da un cerchietto con quattro foglie più grandi, alternate a quattro foglie più piccole; dietro a quelle più grandi, si estendono quattro cerchi a croce sopra la corona, in alto vi è un monde con una croce smaltata. Tra le otto foglie principali, ci sono altre foglie ancora più piccole decorate con tre perle ciascuna, mentre tutta l'intera corona è decorata con perle e pietre preziose, fra cui rubini, smeraldi e diamanti, lo stile della regalia è originariamente tipico del Rinascimento, anche se in seguito fu modificato, infatti la maggior parte è stata restaurata nel XIX secolo, ad esempio furono aggiunti nel 1818, otto diamanti che si trovano nella parte superiore di ciascuna delle otto foglie. Un'altra modifica più importante fu fatta da Giovanni III, che deposto il fratello Eric, divenne monarca e così fece rimuovere le quattro paia di lettere "E" e "R", nome latino Enricus Rex, a smalto verde sostituendole con delle perle. La corona per un periodo non fu usata, riutilizzata poi a partire dai Bernadotte.

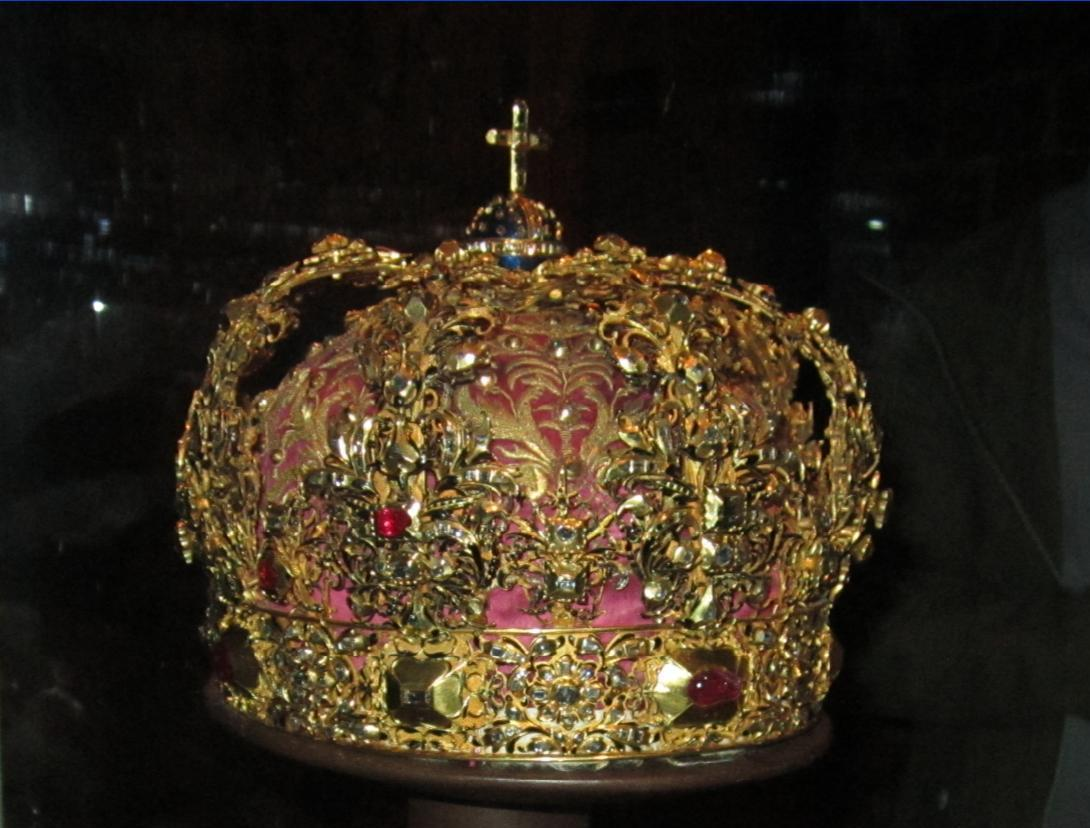
Corona di Maria Eleonora.

### Corona della Regina Cristina o Maria Eleonora
La Corona della Regina Cristina fu realizzata nel 1620, dal tedesco Rupprecht Miller per la regina Cristina di Svezia, la quale scelse per la propria incoronazione la corona che fu di sua madre, Maria Eleonora di Brandeburgo. Originariamente la regalia era composta da due archi in oro con smalti neri, rubini e diamanti, riferendosi così allo stemma del nonno della regina, Giovanni Sigismondo di Brandeburgo; inoltre disponeva inoltre di un rivestimento interno in velluto rosso, con decorazioni in oro e con alcuni diamanti.

### Corona di Luisa Ulrica o della regina consorte

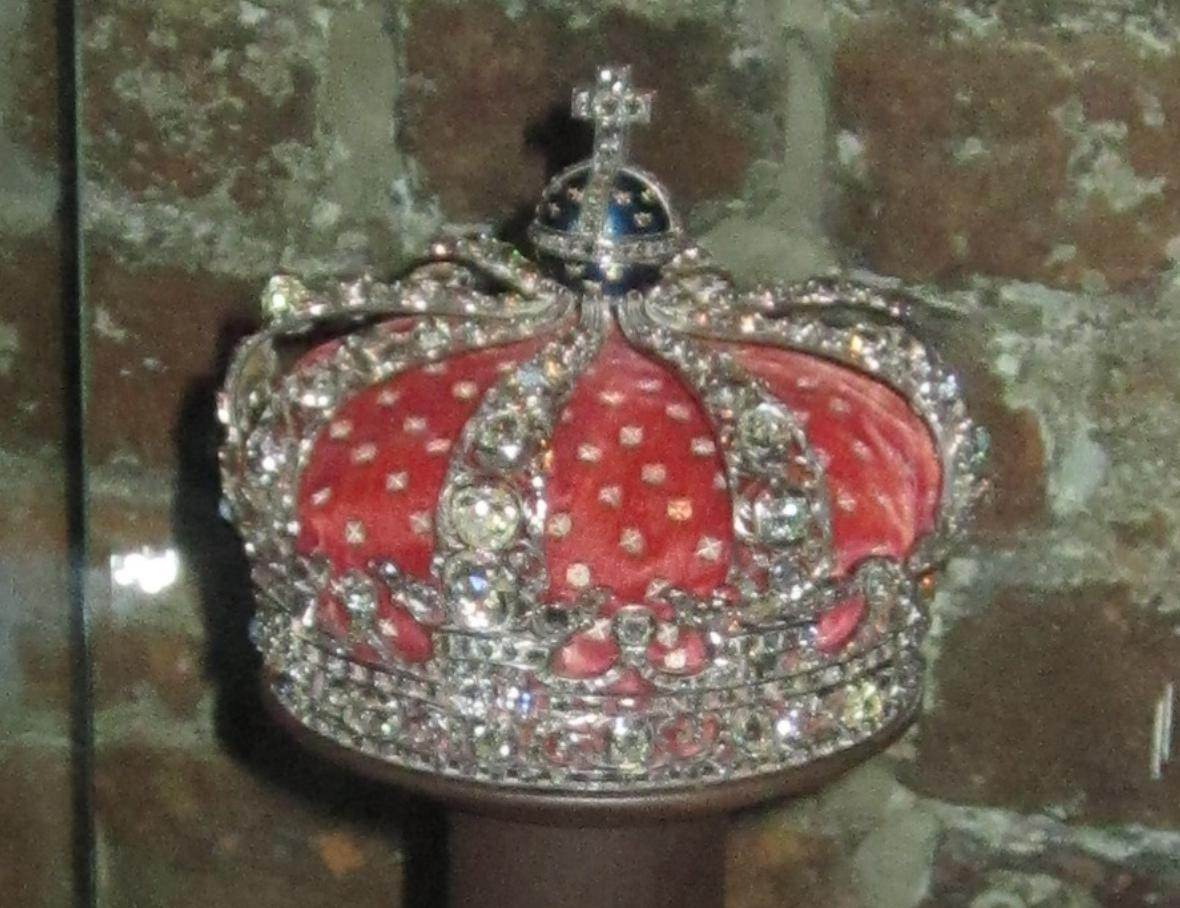
Corona della regina consorte.

La Corona di Luisa Ulrica, chiamata anche della regina consorte, venne realizzata a Stoccolma nel 1751, da Andreas Almgren, su ispirazione della corona della regina consorte Maria Leszczyńska, da indossare al suo matrimonio con Luigi XV, nel 1725; la regalia svedese fu realizzata in argento e diamanti con un sistema ad archetti con foglie di trifoglio terminanti in un globo di smaltato di blu, sormontato da una croce di diamanti e il rivestimento interno è in velluto scarlato, con decorazioni in argento..

### Corona del Principe ereditario
La Corona del Principe ereditario, venne realizzata per Carlo X Gustavo di Svezia, designato come erede di Cristina di Svezia, la indossò all'incoronazione di quest'ultima; aveva la forma di una corona radiale con otto raggi con due spighe di grano di colore nero sul fronte, emblema araldico della Casa Vasa. Originariamente indossata sopra ad un cappello, attualmente la corona è coperta all'interno da un rivestimento in seta blu con ricami in oro.

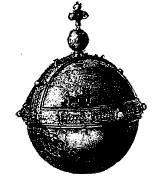
Il globo dei gioielli della corona.

## Altre regalie
I Bernadotte fecero sostituire l'originale globo crucigero in cima alla corona con un nuovo e più grande globo, smaltato di blu con stelle in oro e con una croce composta di dieci diamanti, oltre a sostituire sul resto della corona le pietre preziose con dei diamanti. All'inizio del XX secolo tutte queste migliorie ad ogni modo vennero rimosse e la corona venne restaurata essenzialmente alla sua forma originaria così come doveva apparire all'epoca di Giovanni III.
Erik disponeva inoltre di uno scettro, di un globo e di una chiave oltre ad un corno cerimoniale per l'unzione dell'incoronazione. La chiave è un elemento caratteristico della gioielleria regale svedese (anche se un paio di chiavi, una d'oro e una d'argento, vengono formalmente presentate al papa nella cerimonia d'incoronazione). Il corno per l'unzione è in oro ed ha la forma di un corno di bue, col supporto di un piedistallo per essere sorretto. Lo scettro è in oro con gioielli e smalti. Il globo è anch'esso un pezzo singolare in quanto è completamente inciso con la cartina geografica dell'epoca a rappresentare la terra appunto. In cima al globo si trova un globetto smaltato di blu con delle stelle, e sopra ancora una croce composta di diamanti e perle.
Lo scettro ed il globo della regina consorte vennero realizzati per Gunilla Bielke, moglie di Giovanni III, e continuarono ad essere utilizzate dalle successive regine consorti nel corso dei secoli, anche se l'attuale globo fu quello utilizzato dalle casate del Palatinato-Zweibrücken, d'Assia e di Holstein-Gottorp, mentre i Bernadotte preferirono usare quello di Erik XIV.
Infine assieme agli altri gioielli della corona, il Tesoro reale include anche le insegne degli Ordini cavallereschi svedesi, come il Collare dell'Ordine dei Serafini, dell'Ordine di Carlo XIII, dell'Ordine di Vasa, dell'Ordine della Stella Polare e dell'Ordine della Spada